# Julius Meurer
Julius Meurer (Lipsia, 13 gennaio 1838 – Wels, 19 marzo 1923) è stato un alpinista e scrittore austriaco,  fu un funzionario del Club Alpino Austriaco (ÖAK)  e autore di letteratura alpina ma anche uno degli alpinisti d'alta quota più rinomati tra il 1870 e il 1890. Completò centinaia di tour nelle Alpi orientali e occidentali, nonché in montagne non alpine e d'oltremare.

## Biografia
Meurer studiò agricoltura e silvicoltura, iniziò la pratica dell'alpinismo nel 1856 e combatté come tenente nella guerra austro-prussiana del 1866 sul fronte italiano.  Nel 1878 fondò l'Alpenclub Oesterreich, in seguito il Club Alpino Austriaco (ÖAK)  con Alfred von Pallavicini e altri membri provenienti dal Club Turistico.  Dal 1886 al 1887 fu presidente del Club Alpino Austriaco e direttore della rivista dell'Österreichische Alpen-Zeitung. Nel 1896 si ritirò dalla vita del club a causa di controversie e dal 1900 Meurer visse a Merano. Morì infine povero nel 1923 in una casa di cura a Wels.

## L'alpinista
Meurer era considerato un alpinista eccezionale. I suoi maggiori successi alpinistici furono la prima salita della Pala di San Martino (2.987 m) e la prima salita della Cresta Sulden sul Gran Zebrù (3.859 m) nel 1878, entrambe con Alfred von Pallavicini. Nel 1881, effettuò la prima salita della Cresta dell'Orso sulla Palla Bianca (3.739 m) nelle  Alpi Venoste. Nelle Alpi della Zillertal, effettuò diverse prime ascensioni invernali, tra cui quella del Gran Pilastro (3.510 m).  Le sue centinaia di spedizioni nelle Alpi orientali e occidentali, così come in montagne extra alpine e d'oltremare, contribuirono in modo significativo alla fama dell'alpinismo tedesco.
Meurer era noto soprattutto come esperto delle Alpi dell'Ortles. La sua Guida speciale illustrata alle Alpi dell'Ortles del 1884 fu anche la sua prima guida di viaggio, seguita da diverse altre su altre catene montuose delle Alpi. Importanti sono anche il suo Manuale degli sport alpini (1882) e il suo Catechismo per alpinisti, turisti di montagna e viaggiatori alpini (1892). Grazie a lui, il Giornale alpino austriaco divenne la rivista alpina più importante del suo tempo nel mondo di lingua tedesca

## Carriera alpinistica
- 1878 Primo tentativo sulla cresta ovest del Gran Zebrù  tramite il percorso detto "Lange Suldengrat", IV grado di difficoltà, ghiaccio fino a 60°, 3.851 m, (gruppo dell'Ortles)
- 1878 Primo tentativo sulla Pala di San Martino, 2.996 m, (Pala, Dolomiti)
- 1881 Promo tentativo sulla Palla Bianca dalla valle Langtauferer, 3.739 m, (Alpi Venoste)
- 1882 Primo tentativo invernale sull'Hochfeiler, 3.510 m, (Alpi della Zillertal)[3]